# Norra Salungstjärnet
Norra Salungstjärnet är en sjö i Arvika kommun i Värmland och ingår i Göta älvs huvudavrinningsområde. Sjön har en area på 0,0668 kvadratkilometer och ligger 237,4 meter över havet.

## Delavrinningsområde
Norra Salungstjärnet ingår i det delavrinningsområde (663616-131996) som SMHI kallar för Mynnar i Gunnern. Medelhöjden är 198 meter över havet och ytan är 34,17 kvadratkilometer. Det finns inga avrinningsområden uppströms utan avrinningsområdet är högsta punkten. Gårdsåsälven som avvattnar avrinningsområdet har biflödesordning 4, vilket innebär att vattnet flödar genom totalt 4 vattendrag innan det når havet efter 294 kilometer. Avrinningsområdet består mestadels av skog (71 procent). Avrinningsområdet har 0,47 kvadratkilometer vattenytor vilket ger det en sjöprocent på 1,4 procent.